# Martin Hertz

Martin Hertz

Martin Julius Hertz (* 7. April 1818 in Hamburg; † 22. September 1895 in Breslau) war ein deutscher Klassischer Philologe. Als Hochschullehrer in Greifswald und Breslau schuf er grundlegende Editionen des Grammatikers Priscian (Leipzig 1855–1859) und des Buntschriftstellers Aulus Gellius (editio minor 1853, editio maior 1883–1885).

## Leben
Martin Hertz wurde als Sohn des jüdischen Apothekers Johann Jakob Hertz (1788–1867) und der Bankierstochter Marianne geb. Wolff (1792–1844) geboren. Seine Brüder waren der spätere Justizminister Otto Hertz (1820–1898) und der Buchhändler Wilhelm Ludwig Hertz (1822–1901), der Kaufmann und Senator Adolph Ferdinand Hertz (1831–1902) war ein Cousin ersten Grades. 1828 ließ sich die Familie Hertz evangelisch-lutherisch taufen und siedelte nach Berlin über, wo Martin Hertz ab 1831 das Gymnasium zum Grauen Kloster besuchte. Seine dortigen Lehrer Johann Friedrich Bellermann, Eduard Bonnell (1802–1877), Wilhelm Pape und Karl Friedrich Siegmund Alschefski (1805–1852) weckten in ihm die Begeisterung für die Alten Sprachen. So studierte Hertz ab 1835 Altertumswissenschaften an der Friedrich-Wilhelms-Universität zu Berlin und der Rheinischen Friedrich-Wilhelms-Universität Bonn. 1836 wurde er Mitglied des Corps Rhenania Bonn. Während seines Studiums, das er wegen einer Augenkrankheit auf sieben Jahre verlängern musste, besuchte er Lehrveranstaltungen bei Barthold Georg Niebuhr und Friedrich Gottlieb Welcker in Bonn, in Berlin bei August Boeckh, Johann Gustav Droysen, Theodor Panofka, Adolf Schöll und Friedrich Adolf Trendelenburg. Besonders nachhaltig aber beeinflusste ihn der Textkritiker Karl Lachmann. Ihm widmete Hertz auch seine Dissertation (über den römischen Historiker Lucius Cincius Alimentus, 1842), die thematisch allerdings eher von Niebuhr ausging.

### Berlin
Nachdem er in Berlin 1845 auch seine Habilitation erreicht hatte, begab sich Hertz auf eine mehrmonatige Studienreise durch Süddeutschland, die Niederlande, Belgien, Frankreich, Italien und Österreich. Hier sammelte er Material für kritische Ausgaben des Buntschriftstellers Aulus Gellius, der Scholien des Germanicus (die er allerdings nicht selbst edierte) und des Grammatikers Priscian. Die römischen Grammatiker rückten ab da (durch den Einfluss seines Lehrers Lachmann) in den Mittelpunkt seines lebenslangen Schaffens. Nach seiner Rückkehr nach Berlin wirkte Hertz dort einige Jahre als Privatdozent. Während der Revolution von 1848/1849 engagierte er sich für die Interessen des Mittelbaus, trat einem Studentencorps bei und fungierte als Wahlmann für die Nationalversammlung. Nach 1849 zog er sich ganz aus der Politik zurück und widmete sich nur noch seiner Lehr- und Forschungsarbeit. Nach Lachmanns Tod (1851) veröffentlichte Hertz eine Biografie seines Mentors und übernahm für kurze Zeit die Mitdirektion des Philologischen Seminars neben Böckh. 1853 wurde Moriz Haupt als Lachmanns Nachfolger berufen. Im selben Jahr gründete Hertz mit ausgewählten Studenten eine lateinische Gesellschaft und veröffentlichte eine von ihm selbst als vorläufig angesehene Ausgabe des Gellius.

### Greifswald
1855 folgte er dem Ruf der Königlichen Universität zu Greifswald auf ihren Lehrstuhl für Klassische Philologie. Hier erschien in zwei Bänden (1855–1859) seine Ausgabe des Priscian, die grundlegend für die wissenschaftliche Beschäftigung mit diesem Autor wurde. Auch seine vierbändige Livius-Ausgabe stellte er hier fertig.

### Breslau
Aber auch in Greifswald blieb Hertz nur wenige Jahre: Im Sommer 1862 erreichte ihn ein Ruf der Königlichen Universität Breslau. Rufe der Eberhard Karls Universität Tübingen und der Ruprecht-Karls-Universität Heidelberg lehnte er ab. Für das akademische Jahr 1876/77 wurde er zum Rektor gewählt. In Breslau brachte Hertz seine in Berlin und Greifswald begonnenen wissenschaftlichen Arbeiten zum Abschluss. Neben zahlreichen kleineren Schriften, von denen die zu Aulus Gellius 1886 in einem Sammelband (Opuscula Gelliana) erschienen, veröffentlichte er hier den vierten Band seiner Livius-Ausgabe, seine zweibändige editio maior der Noctes Atticae des Gellius (1883–1885), eine zweite editio minor desselben Schriftstellers (1886), und eine Ausgabe des Dichters Horaz (1892). Neben seinen eigenen Arbeiten zeigte Hertz auch reges Interesse an großen Forschungsunternehmen. Immer wieder mahnte er die Dringlichkeit eines umfassenden lexikografischen Projektes an, das schließlich ab 1893 im Thesaurus Linguae Latinae verwirklicht wurde. Er verfasste auch eingehende Rezensionen der ersten Bände von Paulys Realencyclopädie der classischen Altertumswissenschaft. Nach über 30 Jahren legte er 1893 seine Professur aus Gesundheitsgründen nieder.

## Mitgliedschaften
- Korrespondierendes Mitglied des Deutschen Archäologischen Instituts (ab 1861)
- Griechische philologische Gesellschaft in Konstantinopel (ab 1885)
- Kaiserliche Akademie der Wissenschaften in Sankt Petersburg, korrespondierendes Mitglied (ab 1889).